# Droga do źródeł
Droga do źródeł (Biali mówią – Czarni milczą) – sztuka w trzech aktach autorstwa Tadeusza Perkitnego.

## Charakterystyka i fabuła
Sztuka powstała podczas pobytu autora w niemieckich oflagach podczas II wojny światowej. Porusza zagadnienia stosunków międzyrasowych w Afryce oraz kształtowania się wpływów kolonizacyjnych rasy białej w głębi tego kontynentu. W latach 1945–46 sztuka wystawiana była w Lublinie, Kielcach, Szczecinie, Olsztynie i w Poznaniu. W tym ostatnim mieście na deskach Teatru Polskiego w obsadzie m.in. Zofii Barwińskiej i Janusza Warmińskiego (reżyseria Stefan Drewicz).

## Postacie
- Plantator,
- żona Plantatora – Maria,
- Misjonarz,
- Lekarz,
- Kancelista,
- Przybysz[2].